# The Happy Hooker
The Happy Hooker est un film biographique américain de Nicholas Sgarro, basé sur l'autobiographie de Xaviera Hollander, sorti en 1975.

## Synopsis
Quelque temps après avoir rejoint son fiancé aux États-Unis, Xaviera Hollander rompt avec lui à cause de l'attitude de sa belle-famille. Elle trouve un emploi au consulat de Pays-Bas et y rencontre un riche homme d'affaires qui la couvre de cadeaux. Il la quitte en lui donnant de l'argent. D'abord vexée, Xaviera comprend que le pas entre femme entretenue et prostituée est mince et décide de vivre de ses charmes, d'abord comme pensionnaire chez Madelaine, puis en ouvrant son propre bordel clandestin.

## Fiche technique
- Titre original : The Happy Hooker
- Titre alternatif : Madam'
- Réalisateur : Nicholas Sgarro
- Scénario : Yvonne Dunleavy, d'après le roman autobiographique de Xaviera Hollander
- Musique : Don Elliott
- Photographie : Richard C. Kratina
- Date de sortie : 8 mai 1975
- Durée : 96 minutes

## Distribution
- Lynn Redgrave : Xaviera Hollander
- Jean-Pierre Aumont : Yves St. Jacques
- Lovelady Powell : Madelaine
- Tom Poston : J. Arthur Conrad
- Nicholas Pryor : Carl Gordon
- Elizabeth Wilson : Madame Gordon
- Conrad Janis : Fred
- Richard Lynch : un policier
- Owen Hollander : lieutenant Taggert
- Barton Heyman : Dirty Harry
- Matthew Cowles : Albert Ruffleson
- Denise Galik : Cynthia
- Trish Hawkins : Chris
- Pal Henry : Aurora
- Donna Mitchell : Lucille
- Darlene Parks : April Jones
- Anita Morris : May Smith / Linda Jo
- Sharon Laughlin : Nadine
- Rochelle Oliver : Norma
- Inga Bunsch : Finch
- Joan T. Scott : Carla
- Gretchen Shawn :
- Lauren Simon : Finkle Bellis
- Mary Olga : Rosie
- Mason Adams : le banquier avec Chris
- Dan Resin : le sénateur avec Chris
- Shanton Granger : Benson Girfield
- Alek Primrose : John Burden
- John Getz : le pêcheur de truites
- William Duell :
- Andrew Smith : le client pressé
- Vincent Schiavelli : le gourou musicien
- Lee Wallace (en) : Henry Knowlton
- Gwendolyn Saska-Brown : Suzanne Knowlton (en tant que Gwendolyn Saska-Brown)
- Ben Hayes :
- Dorothi Fox : Rosita the Maid (en tant que Dorothy Fox)
- Robert Dryden : M. Gordon
- George Dzundza : Chet
- Kenneth Tigar : Steve
- John Ramsey : Alex l'avocat
- Murray Moston : l'agent des douanes
- Lenny Del Genio : l'épicier
- Philip Larson : le matelot
- Jane Marie Scileppi : Sonia
- Guillermo Irizarry : Carlos
- Allan Rich : le sergent de police à la réception
- Frank Aldrich : Ryan
- Lou Bedford : Wilkins
- Larry Silvestri : l'officier de police
- Florence Tarlow : Petulia
- Ellyne Liz Culver :
- Susanna Singleton : la meneuse au poste de police
- Chip Fields : la fille aux cheveux rouge
- Sandra Reaves-Phillips : In the Pink (en tant que Sandra Phillips)
- Adrian James : la cowgirl
- Marilyn Thomas : la fille aux cheveux bleus
- Wilhelmina Ross : Lo-La
- Joaquin Reyes : Tall One
- Maureen Sadusk : fille en béquilles
- Vito De Palo
- Frank Mastropasqua
- John Sbarro
- Mario Capparelli
- Michael Galardi